# Tableau des médailles des Jeux asiatiques d'hiver de 2011

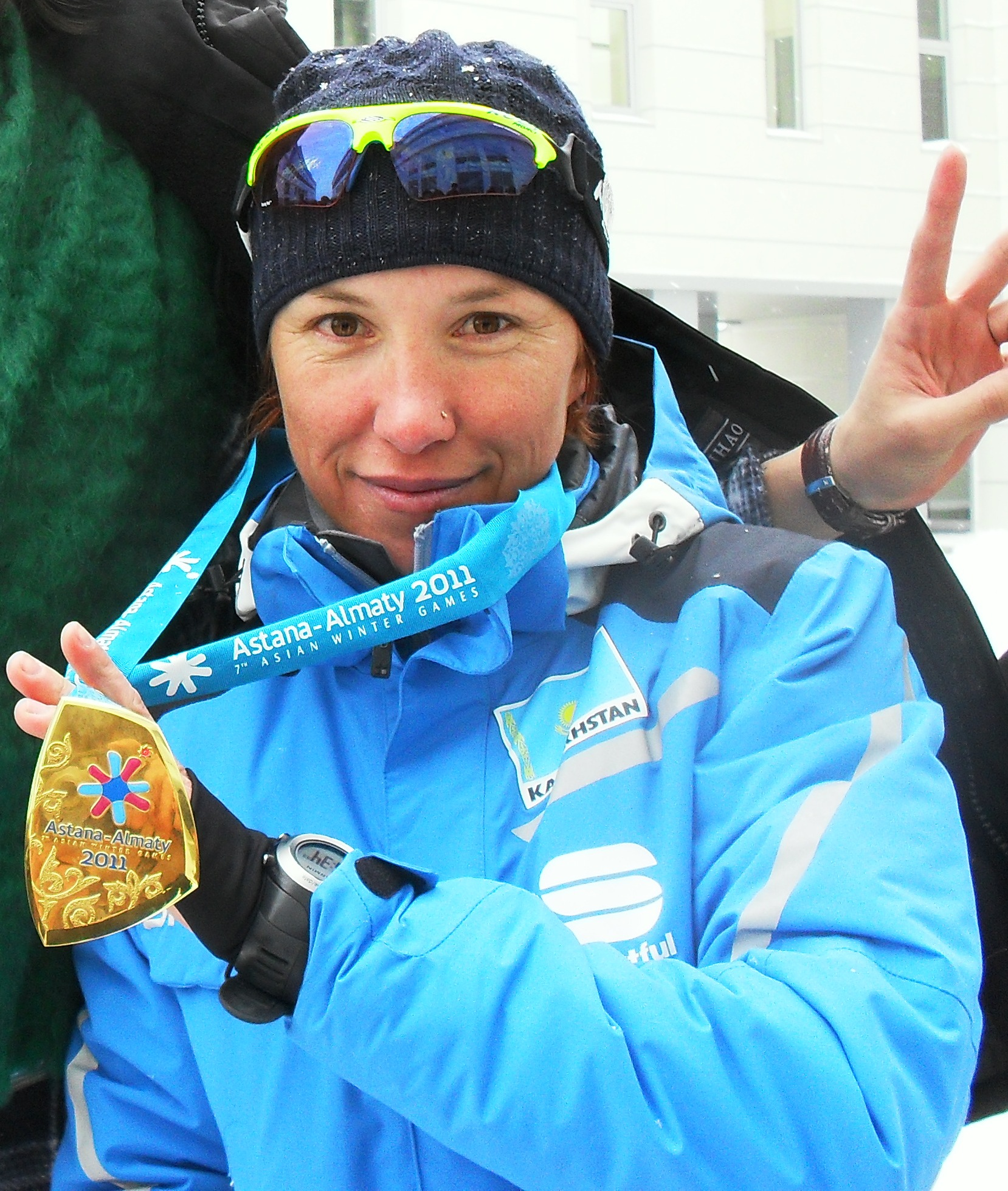
Oksana Yatskaya, fondeuse du Kazakhstan, remporte deux médailles d'or, l'une en sprint par équipes et l'autre en relais 4 × 5 km classique.

Le tableau des médailles des Jeux asiatiques d'hiver de 2011 est le classement des nations par nombre de médailles d'or remportées lors de la 7e édition des Jeux asiatiques d'hiver, qui se sont déroulés du 30 janvier au 6 février 2011 à Almaty et Astana, au Kazakhstan. 991 athlètes, représentant 26 nations ont participé à ces jeux, à travers 69 compétitions et onze disciplines sportives.

## Tableau des médailles
Le tableau du classement des médailles par pays se base sur les informations fournies par le Comité international olympique (CIO) et est en concordance avec la convention du CIO relative aux classements des médailles. Par défaut, c'est le classement suivant le nombre de médailles d'or remportées par pays (à savoir une entité nationale représentée par un Comité national olympique) qui prévaut. À nombre égal de médailles d'or, c'est le nombre de médailles d'argent qui est pris en considération. À nombre égal de médailles d'argent, c'est le nombre de médailles de bronze qui départage deux nations. En cas d'égalité toutes médailles confondues, les nations occupent le même rang dans le classement et sont listées par ordre alphabétique de leur code pays.
- Pays organisateur (Kazakhstan)

| Rang  | Nation        | Or | Argent | Bronze | Total |
| ----- | ------------- | -- | ------ | ------ | ----- |
| 1     | Kazakhstan    | 32 | 21     | 17     | 70    |
| 2     | Japon         | 13 | 24     | 17     | 54    |
| 3     | Corée du Sud  | 13 | 12     | 13     | 38    |
| 4     | Chine         | 11 | 10     | 14     | 35    |
| 5     | Mongolie      | 0  | 1      | 4      | 5     |
| 6     | Iran          | 0  | 1      | 2      | 3     |
| 7     | Kirghizistan  | 0  | 0      | 1      | 1     |
| 7     | Corée du Nord | 0  | 0      | 1      | 1     |
| TOTAL | TOTAL         | 69 | 69     | 69     | 207   |

## Sources
- (en) Cet article est partiellement ou en totalité issu de l’article de Wikipédia en anglais intitulé « 2011 Asian Winter Games medal table » (voir la liste des auteurs).